# Efraín Elías
Efraín Elías (Deán Funes, Córdoba, 30 de abril de 2004) es un jugador de rugby argentino que se desempeña como Segunda línea y juega en Stade Toulousain del Top 14. Debutó con los Pumas en 2024.

## Carrera

### Jockey de Córdoba
Efraín Elías se formó en el Jockey Club Córdoba, donde debutó en 2022.
En esta época también se consagró campeón  del Campeonato Argentino Juvenil con Córdoba, cortando una racha de 21 años sin ser campeón de la categoría.

### Dogos XV
En el año 2023 se suma a Dogos XV para disputar la Súper Liga Americana de Rugby. En su primer año llegaría a la final del torneo al eliminar al otro equipo argentino, Pampas, pero perdería la final ante Peñarol Rugby. En 2024 se coronaría campeón del Super Rugby Américas tras vencer, en Buenos Aires, a Pampas por 37 a 23.

### Stade Toulousain
A mitad de 2024 el Stade Toulousain, se fijó en el por sus actuaciones y decidió hacerse con él. Sin embargo todavía no debutó en el club francés.

## Selección nacional
Elías jugó en los Pumitas y participó en el mundial juvenil de 2024, obteniendo el quinto lugar y también fue incluido en el XV ideal del Torneo.
En 2024 fue convocado a los Pumas por Felipe Contepomi para jugar el Rugby Championship 2024 y debutó el 10 de agosto en la victoria puma contra los All Blacks en Wellington.

## Clubes
| Club                | País      |
| ------------------- | --------- |
| Jockey Club Córdoba | Argentina |
| Dogos XV            | Argentina |
| Stade Toulousain    | Francia   |

## Palmarés
| Título               | Equipo           | País      | Año     |
| -------------------- | ---------------- | --------- | ------- |
| Súper Rugby Américas | Dogos XV         | Argentina | 2024    |
| Top 14               | Stade Toulousain | Francia   | 2024/25 |